# Sclafani Bagni
Sclafani Bagni is een gemeente in de Italiaanse provincie Palermo (regio Sicilië) en telt 490 inwoners (31-12-2004). De oppervlakte bedraagt 136,8 km², de bevolkingsdichtheid is 4 inwoners per km².

## Demografie
Sclafani Bagni telt ongeveer 210 huishoudens. Het aantal inwoners daalde in de periode 1991-2001 met 16,9% volgens cijfers uit de tienjaarlijkse volkstellingen van ISTAT.
| Jaar | Inwoneraantal |
| ---- | ------------- |
| 1991 | 609           |
| 2001 | 506           |

## Geografie
Sclafani Bagni grenst aan de volgende gemeenten: Alia, Aliminusa, Caccamo, Caltavuturo, Castronovo di Sicilia, Cerda, Montemaggiore Belsito, Polizzi Generosa, Scillato, Valledolmo, Vallelunga Pratameno (CL).